# 福井川 (舞鶴市)
福井川（ふくいがわ）は、京都府舞鶴市を流れる二級水系の本流。

## 地理
京都府舞鶴市の西舞鶴地区、滝尻峠に源を発し、福井地区を経て舞鶴湾（若狭湾・日本海）へ注ぐ。

## 特徴
下流の河口付近は舞鶴西港の西部に注ぎ、喜多埠頭などがある。舞鶴西港の最深部にあたるため、いたって平静である。
中流から上流にかけては、国道175号と並走しており、狭い川幅でなだらかな傾斜が続く。
上流付近には、農業用灌漑用水となるため池があり、また、同所には舞鶴温泉もある。
なお、分水嶺の西側は由良川水系である。

## 流域の自治体
京都府
- 舞鶴市

## 主な支流
- 大船川
- 円満寺川
- 座尾川
- 下福井川

## その他河川周辺
- ふじつ温泉
- 京都丹後鉄道宮舞線 四所駅
- 京都府道490号物部西舞鶴線
- 舞鶴市立福井小学校
- 喜多工業団地
- FAZ舞鶴21
- 道の駅舞鶴港とれとれセンター